# دوروثي سايرز
دوروثي سايرز (بالإنجليزية: Dorothy Sayers)‏ (13 يونيو 1893 – 17 ديسمبر 1957) شاعرة ومترجمة وكاتبة مسرحية إنجليزية ولها عدة روايات بوليسية.
من أشهر أعمالها ترجمتها الكوميديا الإلهية لدانتي أليغييري.

## روابط خارجية
- دوروثي سايرز على موقع IMDb (الإنجليزية)
- دوروثي سايرز على موقع الموسوعة البريطانية (الإنجليزية)
- دوروثي سايرز على موقع ميوزك برينز (الإنجليزية)
- دوروثي سايرز على موقع إن إن دي بي (الإنجليزية)
- دوروثي سايرز على موقع ديسكوغز (الإنجليزية)